# Omethes marginatus
Omethes marginatus är en skalbaggsart som beskrevs av Leconte 1861. Omethes marginatus ingår i släktet Omethes och familjen Omethidae. Inga underarter finns listade i Catalogue of Life.